# خلايا كاي 562
خلايا كاي 562 كانت أول خط خلوي بشري دائم لابيضاض الدم النقوي يتم إنشاؤه. تعد خلايا كاي 562 من خلايا ابيضاض الدم المحمر، وأُخذ الخط الخلوي من أنثى تبلغ من العمر 53 عامًا مصابة بابيضاض الدم النقوي المزمن في الطور الأرومي. هذه الخلايا غير ملتصقة وهي مستديرة الشكل، وتظهر إيجابية للجين الاندماجي بي سي آر:إيه بي إل، وتحمل بعض التشابه البروتيني الوراثي لكل من الخلايا المحببة وخلايا الدم الحمراء غير المتمايزة.
في الزرع، تظهر هذه الخلايا تكتلًا أقل بكثير من معظم الخطوط المعزولة الأخرى، ويفترض أن ذلك يُعزى إلى التنظيم بإنقاص جزيئات الالتصاق السطحي بواسطة بي سي آر:إيه بي إل. مع ذلك، تشير دراسة أخرى إلى أن فرط التعبير عن بي سي آر:إيه بي إل قد يؤدي إلى زيادة التصاق الخلية بالبلاستيك في المستنبت الخلوي. يمكن لخلايا كاي 562 تطوير خصائص مشابهة لخلايا الدم الحمراء والخلايا المحببة والخلايا الوحيدة في المراحل المبكرة ويمكن قتلها بسهولة بواسطة الخلايا الفاتكة الطبيعية لأنها تفتقر إلى معقد التوافق النسيجي الكبير الضروري لتثبيط نشاط الفاتكة الطبيعية. بالإضافة إلى ذلك، تفتقر إلى أي أثر لفيروس إبشتاين-بار وفيروسات الهربس الأخرى. بالإضافة إلى كروموسوم فيلادلفيا، تظهر أيضًا انتقال كروموسومي متبادل ثانٍ بين الذراع الطويلة للكروموسوم 15 مع الكروموسوم 17.
يتوفر خطان فرعيان يعبران عن معقد التوافق النسيجي الكبير القسم 1 هما إيه 2 وإيه 3.
تعد خلايا كاي 562 جزءًا من لائحة خط الخلايا السرطانية إن سي آي-60 التي يستخدمها المعهد الوطني للسرطان.

## الدورة الخلوية لخلايا كاي 562 وتنظيمها
تلعب العديد من العوامل والمكونات دورًا في الدورة الخلوية لخلايا كاي 562 من ناحية النمو والتمايز الخلوي والاستماتة. يتم التحكم في نمو خلايا ابيضاض الدم عن طريق تحفيز تمايز الخلايا أو تحفيز عملية الاستماتة.
يمكن تحفيز التمايز الخلوي عن طريق نشاط إنزيمات الدياسيتيلاز في هذه «الخلايا السلفية غير المتمايزة»، ما يغير النمط الظاهري والشكلي لخلايا كاي 562. يؤدي التغير في النمط الظاهري إلى انخفاض معدل النمو ويقود خلايا كاي 562 إلى المسار النهائي لتصبح خلايا شبيهة بالكريات الحمراء وخلايا وحيدة وخلايا بلعمية كبيرة ناضجة. يمكن لهذه التغييرات أيضًا أن تدفع خلايا ابيضاض الدم إلى حالة من الإجهاد، ما يسمح بزيادة حساسيتها للأدوية التي تحفز الاستماتة.
تكمن مشكلة خلايا كاي 562 والعديد من أنواع الخلايا السرطانية الأخرى في الزيادة المفرطة في إنزيمات أورورا كايناز. تلعب هذه الكينازات دورًا في تشكل المغازل وفصل الكروموسومات والانقسام السيتوبلازمي. تعد هذه الوظائف ضرورية في الخلايا من أجل انقسام الأنسجة وتجديدها، وتلعب دورًا في الصيانة ضمن وظائف الاستتباب. مع ذلك، تسمح إنزيمات أورورا كايناز المفرطة بحدوث الانقسام الخلوي بشكل غير مضبوط، ما يؤدي إلى الإصابة بالسرطان. يعد تثبيطها آلية تنظيم هامة للسرطان، لأنه يمنع الخلايا من الوصول إلى مرحلة الانقسام المتساوي.
تعد الاستماتة آليةً هامةً في تنظيم خلايا كاي 562 وقد تحدث بسبب التغيرات في الحالة الأيضية للخلايا. هناك العديد من المكونات الخلوية المختلفة المشاركة في دورة الاستماتة مثل بي سي آر/إيه بي إل وبي سي إل-2 وبروتين باكس والسيتوكروم سي. يعد الجين بّي53 المثبط للورم هام أيضًا في تنظيم الدورة الخلوية لخلايا كاي 562. يستهدف هذا الجين مثبط الكيناز المعتمد على السيكلين، بّي21، ويحفز تمايز الخلايا وتوقف دورة الخلية في طور النمو الأول، وفي النهاية، حدوث الاستماتة. عندما تنخفض مستويات هذه المكونات، تصبح إما غير قادرة على تثبيط استماتة السرطانية، وهو الدور الذي يؤديه بي سي آر/إيه بي إل، أو تسبب الاستماتة، كما يفعل كل من البروتين باكس والسيتوكروم سي. تعد هذه المكونات أساسية في الميتوكوندريا، ونتيجةً لذلك، تبين أن الاستماتة تستخدم المسار الذي يحدث في الميتوكوندريا. يؤدي اضطراب مستويات هذه المكونات إلى تغيرات شكلية، ما يؤدي إلى إيقاف خلايا كاي 562 في طور النمو الثاني إم من الدورة الخلوية. يؤدي هذا التوقيف إلى «الانكماش وتشكل الفقاعات والتفتت النووي وتكثيف الكروماتين» والتغيرات الشكلية الأخرى التي تجعل الخلية تبدأ بعملية الموت المبرمج.
توفر القدرة على إحداث هذه التغييرات في الدورة الخلوية لكاي 562 وتنظيمها أهدافًا لأدوية السرطان. أحد هذه الأدوية هو عقار إيماتينب، الذي يثبط بي سي آر/إيه بي إل ما يؤدي إلى توقف النمو وبدء الاستماتة. توجد مجموعة أخرى هامة من العوامل المنظمة لخط كاي 562 هي السيرتوينات، يشار إليها باسم إس آي آر تي إس. تلعب هذه العوامل دورًا في الإجهاد الخلوي والعمليات الأيضية والالتهام الذاتي، من خلال التفاعل مع نشاط الدياسيتيلاز في الخلية. تشمل الطرق الأخرى التي يتم التركيز عليها لتنظيم خلايا كاي 562 العلاجات مثل بوليفيلين د، والتي تحفز حدوث التمايز بدءًا من الحالة السليفة، وبدء عملية الاستماتة.